# Dieter Matz
Dieter Matz (* 24. September 1948 in Reinbek) ist ein deutscher Sportjournalist. Laut dem Verband Deutscher Sportjournalisten ist er „einer der bekanntesten Fußballjournalisten Deutschlands“.

## Leben
Matz, Urenkel des Handwerkers und Senators Henry Everling, wuchs in Hamburg-Barmbek auf. Er wohnte 1958 dem Oberligaspiel zwischen dem Hamburger SV und ASV Bergedorf 85 bei, durch dieses erste Erlebnis im Stadion wurde er Anhänger des HSV. Er durchlief Lehren zum Bürokaufmann und zum Kfz-Mechaniker, arbeitete im Einkauf für die Fahrzeugwerkstätten Falkenried GmbH, einem Hamburger Unternehmen für Bus- und Fahrzeugtechnik. Matz spielte Fußball in der Jugend des HSV Barmbek-Uhlenhorst und schaffte es im Herrenbereich bis in die Verbandsliga und betreute Jugendmannschaften als Trainer. Seine Spielerzeit endete, als er sich Brüche an Bein und Knöchel zuzog. Er verlegte sich daraufhin auf die Trainertätigkeit und erlangte den B-Trainerschein. Die Mannschaft des Wandsbeker FC stieg unter seiner Leitung als Trainer in die Landesliga auf.
Seine journalistische Laufbahn begann 1980 als Mitarbeiter der Sportredaktion der Zeitung Heimatspiegel in Norderstedt, dort war er ab Juli 1980 für die Berichterstattung über den Hamburger SV zuständig. 1984 wechselte er zum Hamburger Abendblatt, arbeitete zunächst für die Alstertaler und Norderstedter Lokalausgaben des Blattes, ehe er Mitarbeiter der Sportredaktion der Hauptausgabe des Abendblatts wurde.
Matz verließ das Abendblatt 1989 und war bis 1991 mit der HSV-Berichterstattung betrauter Mitarbeiter der Zeitung Bild. 1991 ging er zum Hamburger Abendblatt zurück, berichtete für die Zeitung bis 2008 insbesondere über das Geschehen beim Hamburger SV, beim FC St. Pauli sowie bei der deutschen Fußballnationalmannschaft. Deutschlandweit wurde er durch seine Auftritte in der Fußball-Gesprächssendung Doppelpass bekannt, in der er 66 Mal zu Gast war und das Fußballgeschehen dort in norddeutscher Mundart kommentierte. Ab Januar 2009 war er Namensgeber und Autor des vom Hamburger Abendblatt betriebenen Blogs „Matz ab“, der sich großer Beliebtheit erfreute, was unter anderem zur Folge hatte, dass das Abendblatt Autogrammkarten mit Matz' Gesicht drucken ließ. In dem Blog pflegte Matz eigener Aussage nach einen „salopperen“ Schreibstil als während seiner Zeit als Zeitungsjournalist. Ab 2012 war er zusätzlich zusammen mit Marcus Scholz Gastgeber der im Internet ausgestrahlten Sendung „Matz ab live“. Am Ende des Jahres 2015 beendete er diese Tätigkeit, nachdem er den Blog nach Beginn seiner Altersrente im Herbst 2013 noch zwei Jahre weitergeführt hatte. Matz hatte als Betreiber des Blogs mit wiederkehrend beleidigenden Aussprüchen eines Teils der Leserschaft zu tun, gegen die er eigener Aussage nach dreimal vergebens Strafanzeige stellte.
Matz wurde im Februar 2016 beim Hamburger SV als Legendenbetreuer für die Kontaktpflege zu ehemaligen HSV-Größen und die Erstellung von Filmbeiträgen über Vereinspersönlichkeiten zuständig, des Weiteren wurden seine Beiträge über bekannte Spieler der HSV-Geschichte im Vereinsheft HSV Live abgedruckt. Ende des Jahres 2016 gab er das Amt auf. Ab November 2017 trat Matz als Verfasser von Gastbeiträgen zeitweise wieder im Blog „Matz ab“ in Erscheinung, ehe dieser eingestellt wurde.
Eigener Aussage nach hielt sich Matz trotz seiner Zuneigung zum Hamburger SV an den journalistischen Grundsatz einer objektiven Berichterstattung. „Ich habe niemals den HSV geschont, sondern immer kritisiert, wenn es nötig war“, sagte er 2016 gegenüber der Zeitschrift „Sportjournalist“. Von 2015 bis 2017 war Matz Mitglied des Ausschusses für Fußballentwicklung des Hamburger Fußball-Verbands (HFV), er brachte sich in die Arbeit des HFV ebenfalls als ehrenamtlicher Moderator bei Veranstaltungen ein. 2017 wurde er mit der Silbernen Ehrennadel des Verbandes ausgezeichnet.
2016 veröffentlichte er anlässlich des 80. Geburtstags von Uwe Seeler das Buch „Danke, Uwe – das Jubiläumsalbum“. 2018 erschien das Buch „Matz ab!“, in dem Matz Erlebnisse aus seiner Zeit als HSV-Berichterstatter niederschrieb. Matz' Sohn André machte sich im Hamburger Amateurfußball als Betreiber der Nachrichtenseite hafo.de einen Namen. Seine Tätigkeit als Kommentator des Fußballgeschehens führte der als Fußball-Romantiker bezeichnete Dieter Matz ab Februar 2022 in Veröffentlichungen auf der Internetseite des Fußballfreundeskreises StarClub Buxtehude fort. Diese Tätigkeit beendete er im Frühjahr 2024.